# 42 Herculis
Désignations
42 Herculis (en abrégé 42 Her) est une étoile géante de la constellation boréale d'Hercule. Elle est visible à l'œil nu avec une magnitude apparente de 4,90.

## Environnement stellaire
42 Herculis présente une parallaxe annuelle de 7,73 ± 0,10 mas mesurée par le satellite Gaia, ce qui indique qu'elle est distante de 129,39 ± 1,61 pc (∼422 al) de la Terre. Elle s'en rapproche à une vitesse radiale héliocentrique de −55,6 km/s.
L'étoile possède un faible compagnon de douzième magnitude recensé dans les catalogues d'étoiles doubles en multiples. En 2020, il était situé à une distance angulaire de 28,1 secondes d'arc et à un angle de position de 92° de 42 Herculis. Cette étoile est un compagnon purement optique.

## Propriétés
42 Herculis est une étoile géante rouge de type spectral M2,5III, actuellement située sur la branche asymptotique des géantes. Elle est cataloguée comme une variable suspectée, même si un relevé photométrique de 1992 a mis en évidence que sa luminosité est constante. Ayant épuisé les réserves en hydrogène de son noyau, l'étoile s'est étendue et son rayon est devenu 64 fois plus grand que le rayon solaire. Elle est autour de 734 fois plus lumineuse que le Soleil et sa température de surface est de 3 761 K.
Il existe une émission de rayons X et d'ultraviolet lointain d'origine inconnue, qui provient d'une source décalée de plus d'une seconde d'arc de l'étoile. Cela pourrait indiquer qu'elle possède un compagnon sur la séquence principale qui n'a pas encore détecté autrement.